# Hrobičany
Hrobičany jsou vesnice, část obce Sběř v okrese Jičín. Nachází se asi 1,5 kilometru jihovýchodně od Sběře. Hrobičany je také název katastrálního území o rozloze 3,34 km².

## Historie
První písemná zmínka o vesnici pochází z roku 1404.

## Pamětihodnosti
- Sloup se sochou ukřižovaného Ježíše Krista s balustrádou
- Katastrálním územím vesnice protéká řeka Cidlina, jejíž tok a přilehlé pozemky v severní části území jsou součástí přírodní památky Javorka a Cidlina – Sběř.